# Jean-Charles Gil
Pour les articles homonymes, voir Gil.
Jean-Charles Gil, né le 26 août 1959 à Jumilla, est un danseur et chorégraphe espagnol .

## Biographie

### Origines et famille
Jean-Charles Gil naît Juan Carlos Gil le 26 août 1959 à Jumilla, dans la région de Murcie, en Espagne. Sa famille s'installe à Lausanne en 1961.
Il grandit à Lausanne. Il a un frère.
Il fait sa scolarité dans le quartier du Valentin.

### Parcours de danseur
Il prend ses premiers cours de danse à l'École-club Migros, puis se forme en suivant des cours de danse classique auprès de Simone Suter, dans son studio situé près du pont Bessières.
En 1976, il rejoint le Ballet national de Marseille après une audition passée en été au Théâtre de Beaulieu devant Roland Petit,, avant même d'avoir terminé ses études. Il y devient danseur étoile deux ans plus tard, en 1978.
En 1984, il remplace Mikhaïl Barychnikov, à sa demande, dans Giselle au Metropolitan Opera de New-York. Il est ensuite invité par Rudolf Noureev à l'Opéra de Paris pour Roméo et Juliette et se voit confier par Maurice Béjart le premier rôle dans L'Oiseau de feu (reprise du Sacre du printemps).
Il est à nouveau danseur étoile au San Francisco Ballet de 1985 à 1988, puis aux Ballets de Monte-Carlo de 1991 à 1997.

### Chorégraphies et ballet des jeunes d'Europe
Il réalise plusieurs chorégraphies à partir de 1995.
Il crée en 1999 le Ballet des jeunes d’Europe et en assure la direction. La compagnie devient permanente en 2003 et s’installe à Marseille.

### Vie privée
Il possède une ferme en France, dans le massif du Luberon.

## Chorégraphies
- 1995 : Électre au Ballet du Grand-Théâtre de Bordeaux

- 1998 : Bach to Africa, Corps Accords au Théatre municipal de Lausanne[6],[7]
- 1999 : Recuerdas y Recuerdos à l’École nationale supérieure de danse de Marseille
- 2000 : Nati te quiero à La Criée (texte de Federico García Lorca, en hommage à sa mère et à l’Espagne de sa prime enfance)

## Hommage
Une rue porte son nom à Jumilla, sa ville de naissance.